# Canariellanum arborense
Canariellanum arborense är en spindelart som beskrevs av Jörg Wunderlich 1987. Canariellanum arborense ingår i släktet Canariellanum och familjen täckvävarspindlar.
Artens utbredningsområde är Kanarieöarna. Inga underarter finns listade.